# Емма Шандор
Емма Шандор (угор. Sándor Emma, 17 березня 1863 , Бая  — 22 листопада 1958 , Kútvölgyd, Будапешт ) — угорська композиторка, фольклористка і перекладачка. Її брат Пал Шандор (Pál Sándor) був депутатом парламенту.

## Життєпис

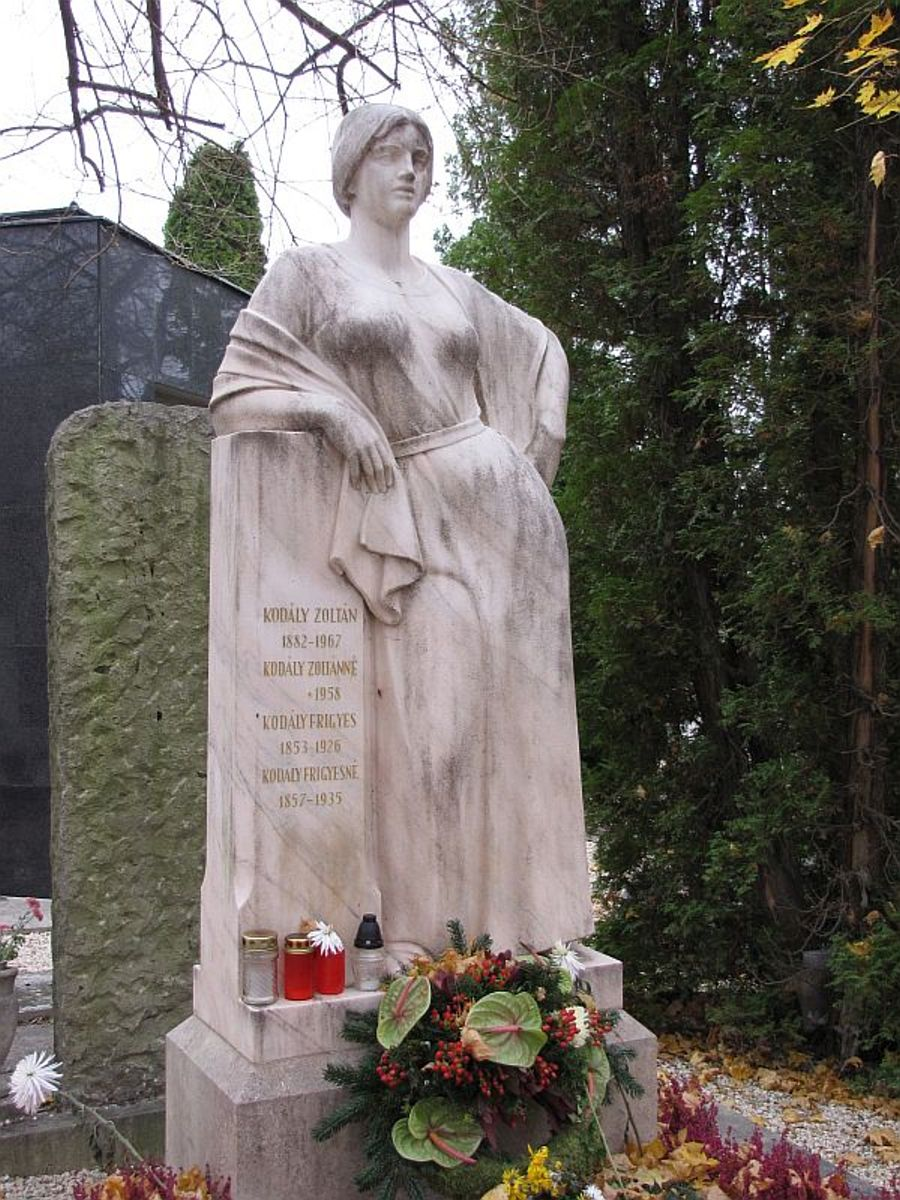
Могила Шандор на цвинтарі Фаркашреті

Дочка торговця Моріца Шлезінгера та Сарольти Дойч. 1883 року одружилася з торговцем Генріком Грубером. Навчилася грати на піаніно та співати, а на рубежі століть познайомилася з найважливішими особистостями музичного життя Будапешта. Від 1903 року навчалася композиції в Бели Бартока, потім у 1905–06 — в Золтана Кодая. Тримала музичний салон.
1910 року в Будапешті одружилася з Золтаном Кодаєм, з яким прожила все життя і працювала разом з ним. 1912 року вони вирушили в подорож, щоб зібрати народні пісні.
Збирала народні пісні: обробляла номери 34 та 35 «Угорської народної музики». Деякі з її тем також висвітлювали Барток, Донаньї та Кодай. Переклала тексти багатьох балад і народних пісень німецькою мовою. Її роботи переважно фортепіанні.